# هاسمیک استپانیان
هاسمیک آوتیسی استپانیان (ارمنی: Հասմիկ Ավետիսի Ստեփանյան؛ انگلیسی: Hasmik Stepanyan؛ زادهٔ ۸ اوت ۱۹۵۰) تاریخ‌نگار اهل ارمنستان است.

## زندگی‌نامه
وی در ۸ اوت ۱۹۵۰ در ایروان به دنیا آمد و از دانشگاه دولتی ایروان (۱۹۷۲) فارغ‌التحصیل گشت.  وی همچنین برنده جوایزی همچون جایزه رئیس‌جمهور جمهوری ارمنستان (جایزه پوغوسیان) (۲۰۱۱) شد.

## یادداشت
1. ↑  Doctor of Historical Sciences